# 1908年ロンドンオリンピック
1908年ロンドンオリンピック（1908ねんロンドンオリンピック）は、1908年4月27日から10月31日まで、イギリスのロンドンで行われたオリンピック競技大会。ロンドン1908（London 1908）と呼称される。

## ハイライト

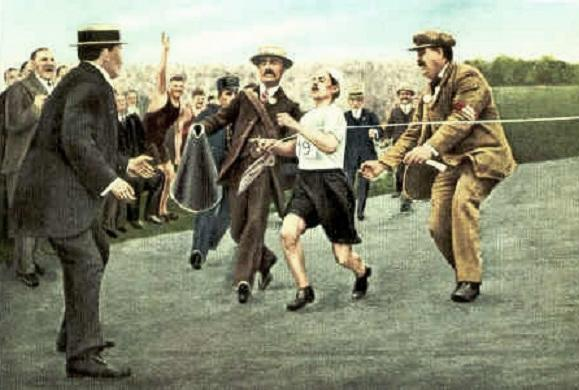
ドランドの悲劇

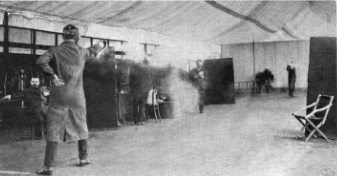
決闘競技

- 1908年大会は本来、ローマ（イタリア）で開催される予定であったが、1906年にイタリアのヴェスヴィオ山が噴火し、その被害がローマにも出たため、急遽ロンドンでの開催となった。近代オリンピックでは初めて、自然災害により開催地が変更された事例となった。
- この大会は英仏博覧会（英語版）との同時開催であり、博覧会場の一角に主競技場（ホワイトシティ・スタジアム）が新設された[1]。陸上競技やサッカーだけでなく、アーチェリーやレスリングなどほとんどの競技がここで行われた[1]。競技場内にプールがあったり、選手が競技をしているすぐ横に観戦者用の通路があったりと、国際競技会としてはまだ発展途上だった[2]。
- この大会からオリンピックの参加が各国のオリンピック委員会を通じて行われるようになった[2]。出場者数は前回セントルイス大会の651人から2,008人と大幅に増加した[2]。
- マラソンは、国王の住むウィンザー城からシェファードブッシュ競技場の約40kmで行われた。この際、時の王妃アレクサンドラが、「スタート地点は宮殿の庭で、ゴール地点は競技場のボックス席の前に」と注文したために42.195kmという半端な数字になったとする逸話がある。ちなみに、この大会で最初に競技場に到達したイタリアの選手ドランド・ピエトリはゴール直前で倒れ、役員の助力でゴールしたため、のちに失格となった。ゴール地点が競技場の入り口からボックス席の前に伸びていることを知らなかったためともいわれる。（ドランドの悲劇）
- 会期は長いものの、多くの競技は7月に集中して行われた[1]。会期末の10月にはスケートが開催された[3]。
- 本大会では、ホスト国で世界に君臨していたイギリスと急速に国力を伸ばしていたアメリカがお互いをライバル視し、険悪な関係になった[注釈 1]。こうした状況を危惧したペンシルベニア大司教（アメリカ選手団に随行していた）のエセルバート・タルボット（Ethelbert Talbot）は、「オリンピックにおいて重要なのは勝利することよりむしろ参加したことであろう」と説教で語り、これを知ったクーベルタンはオリンピック精神の表現としてこの言葉を引用するようになった。
- 初めて国旗を先頭にした入場行進が行なわれるようになった。
- ニュージーランドが初参加したが、単独ではなく、同じオセアニアのイギリス自治領で第1回アテネ大会から参加していたオーストラリアとの合同チーム、オーストララシアとしての参加となった。
- 日本のオリンピック参加は次のストックホルム大会からであるが、日本人の観戦者がいた[2]。記録が残っている中では、相嶋勘次郎（大阪毎日新聞通信部長）、岸清一、永井道明の3人が観戦している[4]。相嶋は海外派遣員記者として赴き、同時開催の英仏博覧会を見物したついでにオリンピックを観戦して記事を執筆した[5]。岸は当時イギリスに出張中で、永井は欧米留学中であった[2]。永井は帰国後、大日本体育協会の創立委員となり、委員の中で唯一オリンピックを見た者として活躍した[6]。岸も後に大日本体育協会に関与し、嘉納治五郎に次ぎ2代目の会長となった[7]。
- 非公式競技として蝋で出来た弾丸を使用する決闘が行われた。

## 実施競技
| - 陸上競技 - 水泳 - 競泳 - 飛込 - 水球 - サッカー - テニス - ボート - ホッケー - ボクシング - 体操 - レスリング - セーリング |  | - 自転車 - フェンシング - 射撃 - アーチェリー - ラグビー - ラクロス - ポロ - ジュ・ド・ポーム - ラケッツ - モーターボート - 綱引 - フィギュアスケート |

## 各国の獲得メダル
| 順 | 国・地域           | 金 | 銀 | 銅 | 計  |
| -- | ------------------ | -- | -- | -- | --- |
| 1  | イギリス（開催国） | 56 | 51 | 39 | 146 |
| 2  | アメリカ合衆国     | 23 | 12 | 12 | 47  |
| 3  | スウェーデン       | 8  | 6  | 11 | 25  |
| 4  | フランス           | 5  | 5  | 9  | 19  |
| 5  | ドイツ             | 3  | 5  | 5  | 13  |
| 6  | ハンガリー         | 3  | 4  | 2  | 9   |
| 7  | カナダ             | 3  | 3  | 10 | 16  |
| 8  | ノルウェー         | 2  | 3  | 3  | 8   |
| 9  | イタリア           | 2  | 2  | 0  | 4   |
| 10 | ベルギー           | 1  | 5  | 2  | 8   |